# Bugbear Entertainment
Bugbear Entertainment Oy — фінський розробник відеоігор у Гельсінкі, заснований Янне Аланенпя у 2000 році. Компанія найбільш відома завдяки франшизі FlatOut і Wreckfest. У листопаді 2018 року контрольний пакет акцій компанії придбали THQ Nordic.

## Історія
Bugbear Entertainment була заснована в Гельсінкі у 2000 році Янне Аланенпяя. 14 листопада 2018 року THQ Nordic оголосили про придбання 90% акцій компанії за нерозголошену суму, залишивши відкритим варіант подальшого придбання решти 10%. На той час у Bugbear працювало 18 співробітників на чолі з генеральним та креативним директором Янне Аланенпя. 
Всі відеоігри студії створені в жанрі автосимулятора. Найвідомішою франшизою студії є FlatOut, перша гра якої вийшла у 2004 році на ПК та ігрових консолях Xbox і PlayStation 2. Ігри серії отримали різні нагороди від ігрових видань та схвальні відгуки від критиків і гравців. Крім серії FlatOut, компанія розробила інші ігрові проєкти, такі як Rally Trophy та реалістичні симулятори ралі.
Для розробки всіх своїх ігор студія Bugbear використовує власний ігровий рушій «ROMU» (також відомий як Bugbear Game Engine).

## Розроблені відеоігри
| Рік  | Назва                     | Доступні платформи                                                                          | Видавці                                             |
| ---- | ------------------------- | ------------------------------------------------------------------------------------------- | --------------------------------------------------- |
| 2001 | Rally Trophy              | Microsoft Windows                                                                           | JoWooD Productions                                  |
| 2003 | Tough Trucks              | Microsoft Windows                                                                           | Activision Value                                    |
| 2004 | FlatOut                   | Microsoft Windows, PlayStation 2, Xbox                                                      | Empire Interactive, Vivendi Universal Games         |
| 2005 | Glimmerati                | N-Gage                                                                                      | Nokia                                               |
| 2006 | FlatOut 2                 | Microsoft Windows, PlayStation 2, Xbox                                                      | Empire Interactive, Vivendi Universal Games, Konami |
| 2007 | FlatOut: Ultimate Carnage | Microsoft Windows, Xbox 360                                                                 | Empire Interactive                                  |
| 2007 | Sega Rally Revo           | PlayStation Portable                                                                        | Sega                                                |
| 2012 | Ridge Racer Unbounded     | Microsoft Windows, PlayStation 3, Xbox 360                                                  | Namco Bandai Games                                  |
| 2018 | Wreckfest                 | Microsoft Windows, PlayStation 4, PlayStation 5, Xbox One, Xbox Series X/S, Nintendo Switch | THQ Nordic                                          |
| ЩНВ  | Wreckfest 2               | Microsoft Windows, PlayStation 5, Xbox Series X/S                                           | THQ Nordic                                          |